# Маккарти, Дорис
Дорис Маккарти (англ. Doris McCarthy; 7 июля 1910, Калгари, Альберта — 25 ноября 2010, Скарборо), награждена Орденом Канады, Орденом Онтарио, была канадским художником, специализирующимся на абстрактных пейзажах.

## Жизнь и карьера
Родилась в Калгари, штат Альберта. Дорис Маккарти с 1926 по 1930 год посещала Онтарийском колледже искусства и дизайна, где получила различные стипендии и премии. Вскоре после этого она стала учителем и чаще всего преподавала в Центральном техническом училище в центре Торонто с 1932 года, пока не вышла на пенсию в 1972 году. Дорис провела большую часть своей жизни, живя и работая в Скарборо (теперь район Торонто), Онтарио, хотя она много путешествовала за границей и рисовала пейзажи различных стран, в том числе: Коста-Рики, Испании, Италии, Японии, Индии, Англии и Ирландии. Маккарти, тем не менее, была, вероятно, наиболее известна своими канадскими пейзажами и изображениями арктических айсбергов. В 1989 году она окончила Университет Торонто Скарборо со степенью бакалавра по английскому языку.
Работы МакКарти выставлялись и показывались в собраниях в Канаде и за рубежом, как в государственных, так и в частных художественных галереях. В том числе: Национальная галерея Канады, Художественная галерея Онтарио, Галерея Дорис Маккарти в Университете Торонто Скарборо, и Галерея Вайника/Тука.
Маккарти также написала три автобиографии, ведя хронику различных этапов своей жизни: «Дурак в раю» (Торонто: Макфарлейн, Уолтер и Росс, 1990), «Хорошее вино» (Торонто: Макфарлейн, Уолтер и Росс, 1991) и «Девяностолетняя мудрость» (Торонто: Second Story Press, 2004). Она стала членом Королевской канадской академии художеств. Дорис Маккарти была лауреатом Ордена Онтарио, Ордена Канады, почётных степеней Университета Калгари, Университета Торонто, Университета Трента, Университета Альберты и Университета Ниписсинга, почётной стипендии Колледжа искусства и дизайна Онтарио, а также в её честь была названа галерея в Университете Торонто Скарборо.
Дорис умерла 25 ноября 2010 года.